# Glena juga
Glena juga là một loài bướm đêm trong họ Geometridae.